# Черепанова
Черепа́нова (рос. Черепанова) — присілок у складі Каргапольського району Курганської області, Росія. Входить до складу Тагільської сільської ради.
Населення — 219 осіб (2010, 199 у 2002).
Національний склад населення станом на 2002 рік: росіяни — 88 %.